# Xã Green, Quận Fayette, Ohio
Xã Green (tiếng Anh: Green Township) là một xã thuộc quận Fayette, tiểu bang Ohio, Hoa Kỳ. Năm 2010, dân số của xã này là 532 người.